# 大庆 (夏仁宗)
大庆（西夏文：𘜶𘅝，1140年—1143年），是西夏仁宗李仁孝的第一个年號，共計4年。
敦煌莫高窟第205窟及第203窟有墨書題記「大慶庚申元年四月初四日」「大慶度中元年閏五月」，西夏陵墓出土殘碑碑文有「大慶辛酉二年」字樣，則元年為庚申年，即1140年，與《宋史·夏國傳》記載的改元時間相符。

## 改元
- 1140年——改元大慶。[4][5]
- 1144年——改元人慶。[4][5]

## 纪年對照表
| 大庆 | 元年   | 二年   | 三年   | 四年   |
| ---- | ------ | ------ | ------ | ------ |
| 公元 | 1140年 | 1141年 | 1142年 | 1143年 |
| 干支 | 庚申   | 辛酉   | 壬戌   | 癸亥   |

## 同期存在的其他政权年号
- 中國
  - 绍兴（1131年－1162年）：宋—宋高宗赵构之年号
  - 羅平（1141年）：宋時期—王法恩之年號
  - 康國（1134年－1143年）：西遼—遼德宗耶律大石之年號
  - 天眷（1138年－1140年）：金—金熙宗完颜亶之年號
  - 皇統（1141年－1149年）：金—金熙宗完颜亶之年號
  - 廣運（1138年－1147年）：大理—段正嚴之年號
- 越南
  - 紹明（1138年－1140年）：李朝—李天祚之年號
  - 大定（1140年－1162年）：李朝—李天祚之年號
- 日本
  - 保延（1135年－1141年）：崇德天皇之年号
  - 永治（1141年－1142年）：崇德天皇與近衛天皇之年号
  - 康治（1142年－1144年）：近衛天皇之年号

## 深入閱讀
- 李崇智. . 北京: 中華書局. 2004年12月. ISBN 7101025129.
- 鄧洪波.  (pdf). 臺北: 國立臺灣大學東亞經典與文化研究計劃. 2005年3月  [2021-12-13]. ISBN 9789860005189. （原始内容存档于2007-08-25）.
- 長部和雄.  (pdf). 東京: 京都大學. 1933年7月1日  [2021年12月13日]. ISBN. （原始内容存档 (PDF)于2021年12月9日）.
- 長部和雄.  (PDF). 東京: 京都大學. 1933年10月1日  [2021年12月18日]. ISBN. （原始内容 (pdf)存档于2021年12月18日）.

## 參看
- 中國年號索引
- 其他政权使用的大庆年号

| 前一年號： 大德 | 西夏年号 1140年－1143年 | 下一年號： 人慶 |